# Anatolij Orel
Anatolij Kostjantynovyč Orel (in ucraino Анатолій Костянтинович Орел?; Vinnycja, 16 febbraio 1943) è un politico e diplomatico ucraino.
Nella sua carriera diplomatica ha raggiunto il Grado di Ambasciatore Straordinario e Plenipotenziario, rappresentando l'Ucraina in Italia, Malta e San Marino, oltre che quello di vice-ministro per gli Esteri dal 1998 al 1999 nel governo Pustovojtenko.

## Biografia
Dopo aver studiato all'Università di Vinnytsia dal 1957 al 1961, ha lavorato come la stessa università, per poi prestare servizio nell'esercito dal 1962 al 1964. Ha proseguito i suoi studi all'Istituto di studi militari dell'Unione Sovietica (in russo Военный Краснознамённый институт Министерства обороны СССР?) di Mosca fino al 1974, intervallati da un periodo come traduttore presso l'Ambasciata dell'URSS in Indonesia. 
Successivamente, ha insegnato allo stesso istituto militare fino al 1988. Ha poi ricoperto ruoli di rilievo nella politica estera, lavorando per il Dipartimento internazionale del Comitato centrale del PCUS e come consigliere presso l'Ambasciata dell'URSS in Italia. 
Dal 1992 al 1998, è stato Ambasciatore Straordinario e Plenipotenziario dell'Ucraina in Italia e a Malta. Ritornato in patria ha poi servito come Vice Ministro degli Affari Esteri dell'Ucraina durante il mandato del ministro Leonid Kožara e come Presidente della Commissione Nazionale per l'UNESCO. 
Tra il 1999 e il 2004, è stato Vice Capo dell'Amministrazione Presidenziale dell'Ucraina, gestendo le relazioni internazionali. È tornato al ruolo di Ambasciatore in Italia e Malta e rappresentante permanente presso la FAO dal 2004 al 2005. Dopo un breve periodo come consigliere del Primo Ministro ucraino, dal 2008 ha diretto il Centro per gli Studi Internazionali e Comparativi.